# 生玉寺町
生玉寺町（いくたまてらまち）は、大阪府大阪市天王寺区にある町名。丁番を持たない単独町名である。

## 地理
天王寺区の北東部に位置し、南に夕陽丘町、北に生玉町、南東に六万体町、北東に生玉前町、西に下寺町と接している。

## 歴史
江戸時代に形成された寺町の生玉中寺町（12ヶ寺）・生玉寺町（14ヶ寺）が大半を占めていた。1873年（明治6年）に生玉中寺町（12ヶ寺）は東成郡天王寺村へ編入、生玉寺町（14ヶ寺）は天王寺村と西成郡西高津村（齢延寺のみ）へ分割編入された。
- 1889年（明治22年）4月1日 町村制施行により、東成郡天王寺村大字天王寺となる。
- 1897年（明治30年）4月1日 大阪市へ編入され、南区天王寺大字天王寺となる。
- 1900年（明治33年） 南区天王寺生玉寺町の町名を起立。
- 1925年（大正14年）4月1日 新設の天王寺区へ転属。「天王寺」の冠称を廃して生玉寺町に改称。

その後の境界変更により、生玉前町に含まれていた生玉中寺町（12ヶ寺）が当町と生玉町に含まれるようになった。

## 寺町
現在、寺町の生玉中寺町12ヶ寺のうち5ヶ寺および生玉寺町14ヶ寺のうち12ヶ寺が当町に含まれている。
生玉中寺町（12ヶ寺）
- 持明院（生玉町）
- 安楽寺（生玉町）
- 本誓寺（生玉町）
- 一乗寺（生玉町）
- 菩提寺（生玉町）
- 法泉寺（生玉寺町）
- 法音寺（生玉町）
- 隆専寺（生玉町）
- 圓通寺（生玉寺町）
- 清恩寺（生玉寺町）
- 大乗寺（生玉寺町）
- 堂閣寺（生玉寺町）

生玉寺町（14ヶ寺）
- 玄徳寺（大阪府茨木市南春日丘） - 移転。元の所在地は生玉町。
- 光善寺（生玉寺町）
- 大善寺（生玉寺町）
- 増福寺（生玉寺町）
- 浄運寺（生玉寺町）
- 長圓寺（生玉寺町）
- 宝泉寺（生玉寺町）
- 宝国寺（生玉寺町）
- 齢延寺（生玉町）
- 銀山寺（生玉寺町）
- 大宝寺（生玉寺町）
- 大安寺（生玉寺町）
- 西方寺（生玉寺町）
- 九応寺（生玉寺町）

## 世帯数と人口
2021年（令和3年）9月30日現在の世帯数と人口は以下の通りである。
| 町丁     | 世帯数  | 人口  |
| -------- | ------- | ----- |
| 生玉寺町 | 517世帯 | 875人 |

### 人口の変遷
国勢調査による人口の推移。
| 1995年（平成7年）  | 488人 | [ 5 ]  |  |
| 2000年（平成12年） | 594人 | [ 6 ]  |  |
| 2005年（平成17年） | 723人 | [ 7 ]  |  |
| 2010年（平成22年） | 748人 | [ 8 ]  |  |
| 2015年（平成27年） | 936人 | [ 9 ]  |  |
| 2020年（令和2年）  | 966人 | [ 10 ] |  |

### 世帯数の変遷
国勢調査による世帯数の推移。
| 1995年（平成7年）  | 207世帯 | [ 5 ]  |  |
| 2000年（平成12年） | 270世帯 | [ 6 ]  |  |
| 2005年（平成17年） | 333世帯 | [ 7 ]  |  |
| 2010年（平成22年） | 368世帯 | [ 8 ]  |  |
| 2015年（平成27年） | 513世帯 | [ 9 ]  |  |
| 2020年（令和2年）  | 590世帯 | [ 10 ] |  |

## 事業所
2016年（平成28年）現在の経済センサス調査による事業所数と従業員数は以下の通りである。
| 町丁     | 事業所数 | 従業員数 |
| -------- | -------- | -------- |
| 生玉寺町 | 64事業所 | 768人    |

## 交通
- 大阪府道30号大阪和泉泉南線（谷町筋）

## 施設
- 天王寺区民センター
- 大阪夕陽丘学園短期大学
- 大阪夕陽丘学園高等学校
- パイン本社

## その他

### 日本郵便
- 〒543-0073[3]（集配局：天王寺郵便局[12]）